# Sîtnîkî, Lebedîn
Sîtnîkî (în ucraineană Ситники) este un sat în comuna Harbuzivka din raionul Lebedîn, regiunea Sumî, Ucraina.

## Demografie
Componența lingvistică a localității Sîtnîkî
     Ucraineană (88,1%)
     Rusă (11,9%)
Conform recensământului din 2001, majoritatea populației localității Sîtnîkî era vorbitoare de ucraineană (88,1%), existând în minoritate și vorbitori de rusă (11,9%).